# Rock Island (halvö)
Rock Island är en halvö i republiken Irland.   Den ligger i grevskapet County Cork och provinsen Munster, i den sydvästra delen av landet, 300 km sydväst om huvudstaden Dublin.